# University of Pennsylvania Museum of Archaeology and Anthropology

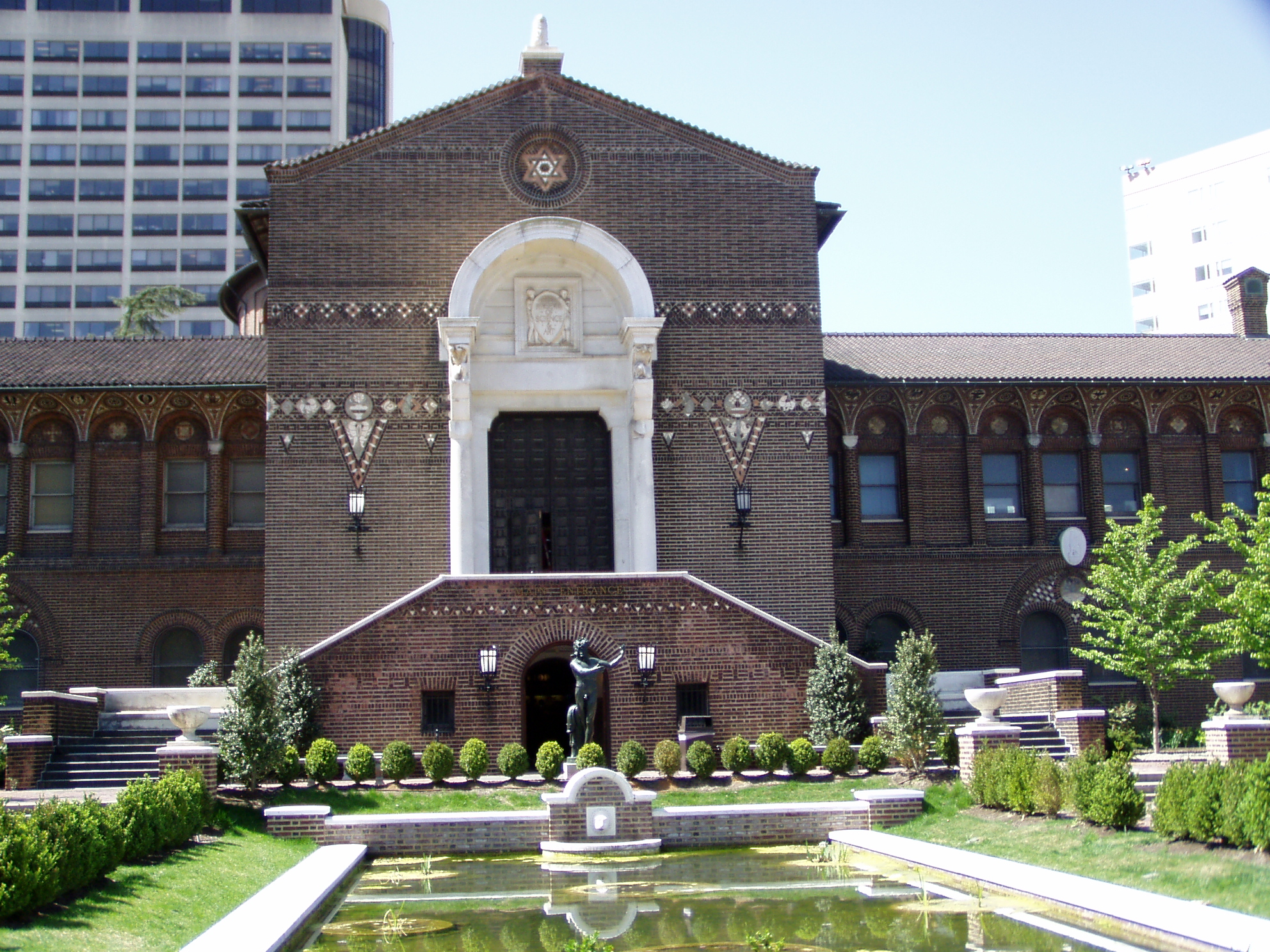
Vorplatz (Warden Garden) des UPM

Das University of Pennsylvania Museum of Archaeology and Anthropology (UPM), kurz Penn Museum, häufig bis in die 1990er Jahre The University Museum ist ein archäologisches und anthropologisches Forschungsmuseum der University of Pennsylvania in Philadelphia (Bundesstaat Pennsylvania). 
Neben der Sammlung und den Ausstellungen betätigt sich das Museum auch in der Forschung und der Museumspädagogik.

## Lage
Das Museum befindet sich auf dem Campus der University of Pennsylvania in Philadelphia in einem Gebäude im Beaux-Arts-Stil. Es wird seit 2006 unter Leitung des britischen Architekten David Chipperfield umfangreich renoviert. Es beherbergt neben zahlreichen Säulen und Räumen auch einen Museumsladen.

## Geschichte
Das UPM, wie es heute besteht, wurde 1887 gegründet. Während des 20. Jahrhunderts wurden museumseigene Forschungsreisen nach Ägypten, Mesopotamien, Afrika, Ostasien und Südamerika unternommen. Diese Funde begründeten den Grundstock der Sammlungen.
Direktoren
- 2007–2012: Richard Hodges
- 2012–2020: Julian Siggers
- seit 2021: Christopher Woods

## Sammlungen / Forschung
Die Sammlung umfasst eine große Anzahl an Artefakten aus Ägypten, China und Mesopotamien. Des Weiteren sind Gegenstände aus Mesoamerika, aus der Antike und der präkolumbischen Zeit. Des Weiteren finden sich Exponate der Buddhistische Kunst und der Maya.

### Ägypten
Die Sammlung altägyptischer Artefakte gehört zu den bedeutendsten weltweit. Sie beinhaltet unter anderem Statuen, Mumien, Reliefs und Teile altägyptischer Bauwerke, z. B. große Säulen und Sphinx aus dem Palast von Pharao Merenptah. Sie kamen 1915 nach einer UPM-Ausgrabung ins Museum.
Außerdem enthält sie Papyri, vor allem in griechischer Sprache, darunter einige Oxyrhynchus Papyri.

### Mesopotamien
Sehr bedeutsam ist das Königsgrab von Ur, das mit dem Britischen Museum im Irak ausgegraben wurden. Exponate sind unter anderem Kronen, Statuen und Musikinstrumente. Im Irak-Krieg nahm das Museum im Mai 2004 unter dem Dach der UNESCO ein Internationales Koordinationskomitee zur Sicherung des Kulturerbes des Irak seine Tätigkeit auf. Das UPM koordiniert mit anderen Institutionen die Dokumentation über den Verlust irakischen Kulturguts. Das Museum half beim Wiederaufbau des Irakischen Nationalmuseum Bagdad. 

### Mesoamerika
Zwischen 1956 und 1970 fand eine Ausgrabung am Tempel Tikal der Mayakultur (Guatemala) unter Leitung des UPM statt. Viele Funde sind ausgestellt, darunter mehrere Stelen. 
Die Archäologie Mesoamerikas ist ein wesentlicher Forschungsschwerpunkt. Zahlreiche bedeutende Mesoamerikanisten arbeiteten am Penn, so Jeremy A. Sabloff oder Michael D. Coe.

### China
Die chinesische Sammlung wird im Untergeschoss ausgestellt. Es werden alte Malereien, Skulpturen, Schmuck und Vasen gezeigt.

### Europa
Das Museum verfügt über eine umfangreiche Sammlung griechischer, römischer und etruskischer Objekte. In Europa ist das Museum v. a. in der Erforschung des Paläolithikum aktiv.

## Verlag
Das Museum hat einen eigenen Verlag (Pennsylvania Museum Publications) und gibt seit 1958 dreimal jährlich die Zeitschrift Expedition mit einem Umfang von 48 Seiten heraus (ISSN 0014-4738). Chefredakteur ist James R. Mathieu.